# 服部卓四郎
服部 卓四郎（はっとり たくしろう、1901年（明治34年）1月2日 - 1960年（昭和35年）4月30日）は、日本の陸軍軍人。最終階級は陸軍大佐。
山形県出身。陸士34期、陸大42期（優等）。

## 経歴
陸軍士官学校34期を秩父宮雍仁親王を除き、12番の成績で卒業。同期に西浦進、石井秋穂、堀場一雄、赤松貞雄、西田税、三好達治などがいる。
服部は、同期の西浦・堀場とともに「三十四期の三羽烏」と称されるほどの俊秀であった。
陸軍大学校42期を卒業。卒業後、しばらくは参謀本部に勤務したが、1934年（昭和9年）～1935年（昭和10年）フランス留学、1936年（昭和11年）にはエチオピア戦争を観戦するなど海外畑を歩いた。
帰国後の1939年（昭和14年）5月に発生したノモンハン事件では、関東軍作戦主任参謀として作戦の積極拡大を作戦参謀の辻政信とともに主張したが、ソ連軍の大規模攻勢によって日本軍は大打撃を被った。
停戦後、関東軍の植田謙吉軍司令官、磯谷廉介参謀長らは現役を退くことになった一方、作戦の拡大を主張した服部は陸軍歩兵学校付（辻は第11軍司令部付）という軽い処分で済んだのみならず、1940年（昭和15年）10月には参謀本部作戦課に作戦班長として栄転し、翌1941年（昭和16年）7月には作戦課長に就任した。
また同月には、辻政信も参謀本部作戦課兵站班長に任命された。このとき服部の上司にあたる参謀本部作戦部長は田中新一だった。
服部の前に作戦課長を務めていた土居明夫大佐は、服部と辻が組めば、またノモンハンのような戦闘拡大路線に走りかねないことを怖れ、辻の呼び戻しに反対、その結果、辻の呼び戻しを要求する当時作戦班長であった服部と対立し、左遷されたとされている。開戦時の陸軍の作戦は多くが、辻―服部―田中のラインで形成されることになった（辻政信の項参照）。
1942年（昭和17年）12月からは陸相秘書官を東條英機の元で務めたが、翌年10月には再び作戦課長に復帰し、大陸打通作戦の立案を主導した。
1944年（昭和19年）12月、海軍の小沢治三郎中将がPX作戦、いわゆる細菌戦を立案した。これは榎尾義男海軍大佐が指揮し、細菌を保有するネズミや蚊を人口が密集する米本土西岸にばらまき生物災害を引き起こす作戦内容であった。機材として航空機2機を搭載する伊四〇〇型潜水艦を使用する計画ではあったが海軍に細菌研究がなかったため、作戦課長の服部が陸軍側の担当者となり陸軍の石井四郎軍医中将の協力を得て陸海軍の共同計画とされ、人体実験を含む研究が進められた。1945年（昭和20年）3月26日海軍上層部は作戦決行に合意したが、陸軍参謀総長であった梅津美治郎大将が「細菌を戦争に使えば、それは日米戦という次元のものから、人類対細菌といった果てしない戦いになる。人道的にも世界の冷笑を受けるだけだ」といって反対し、「アメリカに対する細菌戦は全人類に対する戦争に発展する」との考えから作戦は中止された。
この件に関して戦後しばらく関係者の沈黙が続いたが、のちに榎尾元大佐が新聞で経緯を語った。
その間の1945年（昭和20年）2月 に服部は歩兵第65連隊長となり、中国戦線に赴いている。8月15日、現地で終戦を迎えた。

### 戦後
終戦後は参謀本部時代の経験と知識を買われ、第一復員庁史実調査部長（後に資料整理部長）となった。（その後公職追放
）
GHQ参謀第2部 (G2) 部長チャールズ・ウィロビーの下で太平洋戦争の戦史編纂を行った。終戦時、政府･軍中枢の指示により多くの重要書類が焼却されたが、彼は部下に書類を隠すよう命じ、その結果、消滅を免れた資料もあったとされ、それはこれらの資料を基にこの著述を自身が行うためだったのではないかという見解もある。評論家の保阪正康は「責任ある立場にあって最も無責任」だったとして、辻と共に「昭和の愚将の筆頭」として挙げているが、G2のウィロビーは服部の作戦立案能力を高く評価していたという。
戦史編纂業務が一段落した1948年末、ウィロビーは戦史調査部を中心に裏の業務として日本再軍備の研究を託し、再軍備研究のための「服部機関」が発足した。
服部機関は服部を中心に西浦進、堀場一雄、井本熊男、水町勝城、稲葉正夫、田中兼五郎、原四郎など、主に参謀本部や陸軍省の要職についた経験のある大佐級、中佐級の人材で構成されていた。
後に創設される警察予備隊の幕僚長には服部か旧内務官僚のどちらを任命するのかで、GHQや日本政府の意見が分かれた。
ウィロビーらG2が服部を推したのに対して、民政局（GS）長のコートニー・ホイットニー准将や首相吉田茂、吉田に進言した辰巳栄一元中将などが反対し、服部の幕僚長就任は実現しなかった。
服部ら陸軍将校が執筆した全4巻からなる「大東亜戦争全史」が1953年に出版された。この戦史は1966年から順次刊行された「戦史叢書」まで準公式な戦史として扱われ数ヶ国語にも翻訳されている。
1952年（昭和27年）10月31日付のCIA文書によると、児玉誉士夫の支援を受けた服部ら旧陸軍将校は、自由党の吉田首相が公職から追放された者や国粋主義者らに敵対的な姿勢を取っているとして、 同首相を暗殺して民主党の鳩山一郎を首相に据える計画を立てていたとされ、辻が「今はクーデターを起こす時ではない」と説得し、服部らはクーデターは思いとどまったものの、政府高官の暗殺を検討していたとしている。
ただし、このクーデターの話は服部卓四郎ファイルで「信頼性を判断できない情報源からもたらされた信憑性を判断できない情報」であると評価されており、早稲田大学教授の有馬哲夫は、この情報が中国からもたらされている事実もふまえ、中国との繋がりもある辻の一種のブラフではないかとしている。
鳩山政権下では、鳩山総理と根本龍太郎官房長官により服部の国防会議事務局防衛計画担当参事官への起用が検討されたが、大橋武夫や海原治などの防衛庁内局幹部の反対により実現しなかった。
服部自身の自衛隊への入隊は叶わなかったが、服部機関出身者は自衛隊に幹部として入隊しており、井本熊男（陸将）は陸上自衛隊幹部学校長に、原四郎（1等空佐）は航空幕僚監部調査部調査課長に、水町勝城（空将）は北部航空方面隊司令官に、田中耕二（空将）は航空幕僚副長に、田中兼五郎（陸将）は東部方面総監に、山口二三（空将補）は航空幕僚監部防衛部長に就任している。ほか、稲葉正夫は防衛庁に入庁し、戦史室編纂官として勤務したほか、西浦進は防衛研修所の初代戦史室長に就任している。

## 年譜
- 1913年（大正2年）4月 荘内中学入学。
- 1915年（大正4年）9月 仙台陸軍地方幼年学校入学。
- 1920年（大正9年）3月 陸軍中央幼年学校卒業。
- 1922年（大正11年）
  - 7月 陸軍士官学校卒業。
  - 10月25日 歩兵少尉。歩兵第37連隊配属。
- 1925年（大正14年）10月26日 陸軍中尉。
- 1930年（昭和5年）11月 陸軍大学校卒業。
- 1931年（昭和6年）
  - 8月1日 陸軍大尉。歩兵第37連隊中隊長。
  - 11月 参謀本部勤務（編制課）。
- 1932年（昭和7年）8月19日： 参謀本部部員、梨本宮守正王副官[12]
- 1934年（昭和9年）6月 フランス駐在。
- 1935年（昭和10年）10月 エチオピア戦争観戦。
- 1936年（昭和11年）11月 参謀本部部員（編制課）。
- 1937年（昭和12年）8月 陸軍少佐。
- 1939年（昭和14年）
  - 3月 陸軍中佐。関東軍参謀（作戦主任）。
  - 5月 ノモンハン事件従事。
  - 9月 陸軍歩兵学校研究部員兼教官。
- 1940年（昭和15年）
  - 6月 教育総監部総務部員兼陸軍大学校教官。
  - 10月 参謀本部部員（作戦班長）。
- 1941年（昭和16年）
  - 7月 参謀本部作戦課長。
  - 8月 陸軍大佐。
- 1942年（昭和17年）12月 陸軍大臣秘書官。
- 1943年（昭和18年）10月 参謀本部作戦課長（再任）。
- 1945年（昭和20年）
  - 2月 歩兵第65連隊長。
  - 8月15日 終戦。
- 1946年（昭和21年）
  - 5月 中国から単独で復員（GHQの指令）。
  - 5月 第一復員事務官。
  - 12月 復員庁第一復員局史実調査部長。
- 1947年（昭和22年）5月 兼GHQ歴史課（～1952年8月）。
- 1948年（昭和23年）5月 引揚援護庁復員局資料整理部長。
- 1952年（昭和27年）5月 同局資料整理課長（～1952年12月）。
- 1953年（昭和28年）4月 史実研究所開所、同所長（～1960年4月）。
- 1955年（昭和30年） 防衛庁顧問
- 1960年（昭和35年）4月30日 死去。

## 編著
- 『大東亜戦争全史』（鱒書房、1953年～1956年、全8巻、絶版。原書房、1979年、1996年新装版 ISBN 4-562-04088-2）

## 演じた俳優
- 阿部希郎（『激動の昭和史 沖縄決戦』1971年東宝映画）
- 百良雄（『戦争と人間 第三部』1973年大映映画）
- 吉田栄作（『負けて、勝つ 〜戦後を創った男・吉田茂〜』2012年NHK）